# Sandrocka
Sandrocka (Leucoraja circularis) är en fiskart tillhörande familjen egentliga rockor.

## Utseende
En rocka med gulbrun ovansida, vit undersida och korta vingar och nos. På ovansidan har den ett 10-tal ljusa fläckar med mörk bård. Den har flera rader av hudtänder på rygg och stjärt. Längden är normalt kring 70 cm, men hanen kan bli upp till 120 cm, honan något kortare. 

## Vanor
Sandrockan är en bottenfisk som föredrar sandbottnar på ett djup mellan 70 och 275 m, vanligen kring 100 m. I Medelhavet kan den dock gå ner till över 670 m. Födan består framför allt av fiskar.

### Fortplantning
Trots att fisken är äggläggande, har honan och hanen en regelrätt parning med omfamning. Honans äggkapslar är gula, 5 gånger 9 cm stora och med fästtrådar på ena sidan.

## Utbredning
Sandrockan finns i nordöstra Atlanten från Island, södra Norge och kring Brittiska öarna över norra Nordsjön och Skagerack (dock inte vid svenska kusten) till västra Medelhavet och Marocko.

## Status
Arten är klassificerad som sårbar ("VU") av IUCN, underklassificering ("A2bcd+3bcd+4bcd"), och populationen minskar. Främsta hotet är överfiskning, speciellt genom djuphavsfiske.